# Amstel Gold Race 1995
La 30ª edición de la Amstel Gold Race se disputó el 22 de abril de 1995 en la provincia de Limburg (Países Bajos). La carrera constó de una longitud total de 256 km, entre Heerlen y Maastricht.
El vencedor fue el suizo Mauro Gianetti (Polti) fue el vencedor de esta edición al imponerse al sprint a su compañero de fuga, el italiano Davide Cassani (MG Maglificio). El también suizo Beat Zberg (Carrera Jeans) completó el podio. 

## Clasificación final
| Pos. | Ciclista           | Equipo                | Tiempo     |
| ---- | ------------------ | --------------------- | ---------- |
| 1    | Mauro Gianetti     | Polti                 | 6h 38' 52" |
| 2    | Davide Cassani     | MG Maglificio         | m. t.      |
| 3    | Beat Zberg         | Carrera Jeans         | + 27"      |
| 4    | Olaf Ludwig        | Team Deutsche Telekom | m. t.      |
| 5    | Jesper Skibby      | TVM                   | m. t.      |
| 6    | Alberto Elli       | MG Maglificio         | m. t.      |
| 7    | Johan Museeuw      | Mapei                 | m. t.      |
| 8    | Steven Rooks       | TVM                   | m. t.      |
| 9    | Gianluca Bortolami | Mapei                 | m. t.      |
| 10   | Michele Bartoli    | Mercatone Uno-Saeco   | m. t.      |